# Воскресенское (Москва)
Воскресенское — историческая местность и бывшее село, ставшее частью Москвы в XVIII столетии. Располагалось на территории современного района Пресненского района.
Село Воскресенское находилось близ села Кудрино у реки Пресни. Его возникновение датируется последней четвертью XVII века.
В 1681 году царь Федор Алексеевич выбрал эту местность для строительства нового загородного дворца с домовой каменной Воскресенской церковью. Вскоре поблизости возникло поселение, где жила дворцовая прислуга. В документах 1680-х годов поселение именуется «государевым новым сельцом Воскресенским».
Речка Пресня была перегорожена несколькими плотинами, около возникших прудов был разбит обширный сад общей площадью 63 гектара. Согласно описанию современников: «а в том саду садового строения 2400 яблонь по местам на грядах, 560 прививов, 34 гряды почек, 250 кустов вишнягу, 112 гряд смородины красной. У того саду садовников 13 человек». В Воскресенском также находился Потешный двор, в котором содержались различные звери. Например, в 1685 году там был белый медведь.
Из-за смерти царя Федора Воскресенское не стало популярной резиденцией и вскоре проиграло в конкуренции с Коломенским и Измайловым.